# Mogrus valerii
Mogrus valerii là một loài nhện trong họ Salticidae.
Loài này thuộc chi Mogrus. Mogrus valerii được Vladimir S. Kononenko miêu tả năm 1981.